# Đồng Lương, Trùng Khánh
Đồng Lương (chữ Hán giản thể:铜梁区, Hán Việt: Đồng Lương khu) là một quận thuộc thành phố trực thuộc trung ương Trùng Khánh, Cộng hòa Nhân dân Trung Hoa. Quận này có diện tích 1342 km2, dân số năm 2006 là 800.000 người. Mã số bưu chính: 402560. Trụ sở chính quyền quận đóng tại trấn Ba Xuyên. Về mặt hành chính, quận này được chia ra thành 25 trấn (Ba Xuyên, Cựu Huyện, An Cư, Bình Than, Hổ Phong, Tây Tuyền, Sa Vân, Lữ Bạn, Thổ Kiều, Nhj Bình, Thủy Khẩu, Bạch Ngư, Duy Tân, Cao Lâu, Phúc Quả, Đại Miếu, Hoa Hưng, Vây Long, Toàn Đức, Vĩnh Gia, Tây Hà, Thái Bình) và 8 hương (Vĩnh Thành, Tiểu Lâm, Song Sơn, Trung Hòa, Cương Long岚峰, Khánh Long, Tân Hạ, Ban Trúc).